# Бристоль (переписна місцевість, Нью-Гемпшир)
Бристоль (англ. Bristol) — переписна місцевість (CDP) в США, в окрузі Ґрафтон штату Нью-Гемпшир. Населення — 1911 особа (2020).

## Географія
Бристоль розташований за координатами 43°35′51″ пн. ш. 71°44′52″ зх. д. / 43.59750° пн. ш. 71.74778° зх. д. (43.597604, -71.747664).  За даними Бюро перепису населення США в 2010 році переписна місцевість мала площу 12,34 км², з яких 12,28 км² — суходіл та 0,07 км² — водойми. В 2017 році площа становила 10,55 км², з яких 10,39 км² — суходіл та 0,16 км² — водойми.

## Демографія
Згідно з переписом 2010 року, у переписній місцевості мешкало 1688 осіб у 721 домогосподарстві у складі 440 родин. Густота населення становила 137 осіб/км².  Було 1027 помешкань (83/км²).
Расовий склад населення:
| - 96,7 % — білих - 0,8 % — азіатів - 0,4 % — чорних або афроамериканців - 0,1 % — корінних американців |

До двох чи більше рас належало 1,9 %. Частка іспаномовних становила 1,2 % від усіх жителів.
За віковим діапазоном населення розподілялося таким чином: 23,7 % — особи молодші 18 років, 60,5 % — особи у віці 18—64 років, 15,8 % — особи у віці 65 років та старші. Медіана віку мешканця становила 39,8 року. На 100 осіб жіночої статі у переписній місцевості припадало 92,7 чоловіків;  на 100 жінок у віці від 18 років та старших — 90,5 чоловіків також старших 18 років.
Середній дохід на одне домашнє господарство  становив 51 902 долари США (медіана — 41 210), а середній дохід на одну сім'ю — 58 030 доларів (медіана — 48 603). Медіана доходів становила 40 954 долари для чоловіків та 30 331 долар для жінок. За межею бідності перебувало 10,0 % осіб, у тому числі 18,8 % дітей у віці до 18 років та 0,0 % осіб у віці 65 років та старших.
Цивільне працевлаштоване населення становило 945 осіб. Основні галузі зайнятості: виробництво — 25,9 %, освіта, охорона здоров'я та соціальна допомога — 21,6 %, роздрібна торгівля — 15,8 %.